# کالنی (اکلاهما)
کالنی(به انگلیسی: Colony) شهری در ایالت اکلاهما کشور ایالات متحده آمریکا است که جمعیت آن در سرشماری سال ۲۰۱۰ میلادی، ۱۳۶ نفر بوده‌است.